# Jean-François du Soleil
Pour les articles homonymes, voir Soleil (homonymie) et Sole (homonymie).

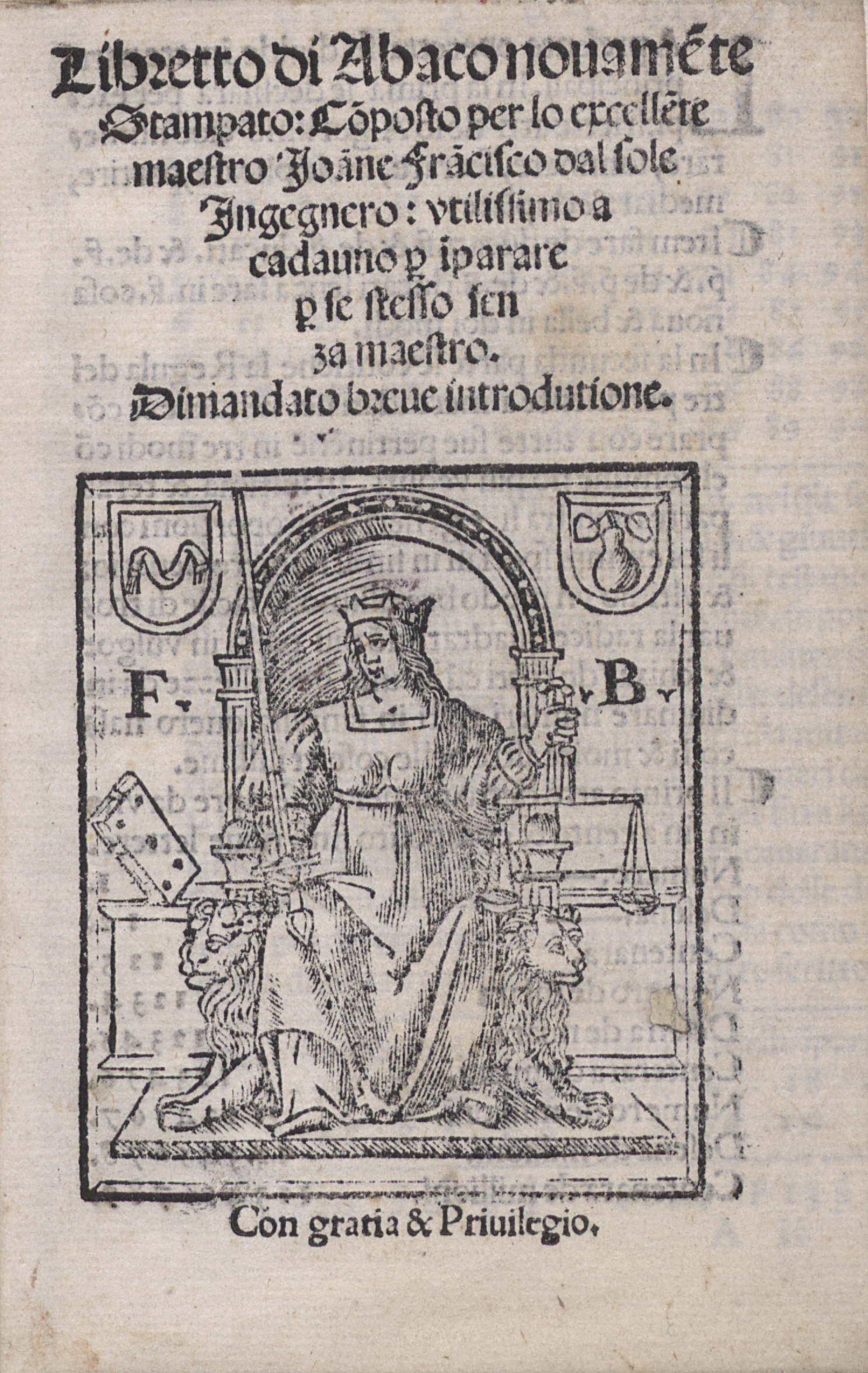
Libretto di abaco, page de titre

Jean-François du (ou Du) Soleil, également connu sous le nom italien Francesco dal Sole, né à Château-Thierry en 1490 et mort en 1565, est un mathématicien, astronome et ingénieur français. Il était également grammairien, orateur et poète.

## Biographie
Né à Château-Thierry vers 1490, il s'installe ensuite en Italie  où il est actif à Venise et à Ferrare. Il est mort vers 1565.
Parmi ses travaux, le Libretto di abaco, publié à Venise en 1526, est considéré comme un texte de base de l'école de Borgi et Pacioli.

## Œuvres
- (it) Libretto di abaco, Venise, Francesco Bindoni et Maffeo Pasini, 1526 (lire en ligne)